# 平松保城
平松 保城（ひらまつ やすき、1926年4月30日 - ) は、大阪府池田市出身の工芸家。東京藝術大学名誉教授。日本ジュウリーデザイナー協会顧問、日本クラフトデザイン協会会員。

作品は東京国立近代美術館、皇居、東京藝術大学資料館、フォルツハイム市立美術館、ロイヤル・カレッジ・オブ・アート、エジンバラ美術館、ヴィクトリア&アルバート博物館等に収蔵。

## 経歴
- 1926年4月30日 - 大阪府大阪市生まれ。
- 1947年 - 東京美術学校工芸科彫金部に入学（～52年）
- 1950年 - 第6回日展

（51～54年、56年）　
- 1959年 - 《エレガント丸盆》がグッドデザイン賞を受賞。
  - 個展開催（毎日会館画廊、大阪）。以後国内外で多数開催。
- 1964年 - 日本ジュウリーデザイナー協会が設立され創立会員となる。
- 1970年 - 「'70ニュークラフト賞」を受賞
- 1977年 - 「東京国立近代美術館工芸館・開館記念展―現代日本工芸の秀作」
- 1978年 - 第8回世界クラフト会議京都、メタル部門コーディネーター
- 1983年 - 国際公募展「'83国際ジュウリー・アート展」審査員
- 1984年 - 東京藝術大学教授に就任（～94年）
- 1990年 - 第41回芸術選奨文部大臣賞受賞。
- 1994年 - ドイツ ジュエリーアート協会（ハーナウ）より「名誉のゴールド・リング」を授与。
- 1995年 - 通産省デザイン功労者の表彰を受ける。
- 1996年 - 第24回国井喜太郎産業工芸賞を受賞。
  - ドイツ　バイエルン賞を受賞。
- 2001年 - 「コンテンポラリー・ジャパニーズ・ジュエリー」展（クラフツ・カウンシル、ロンドン）
- 2006年 - 「ジュエリーの今 : 変貌のオブジェ」展（東京国立近代美術館工芸館）
- 2008年 - 「かたちのエッセンス―平松保城のジュエリー」展（東京国立近代美術館工芸館）